# Onno Eckert
Onno Eckert  (* 1985 in Duisburg, Nordrhein-Westfalen) ist ein deutscher Politiker (SPD) und seit 2018 Landrat des Landkreises Gotha.

## Leben

### Ausbildung und Beruf
Eckert wurde 1985 im nordrhein-westfälischen Duisburg geboren. 1996 zog seine Familie nach Crawinkel in Thüringen. Eckert besuchte das Gymnasium Gleichense im benachbarten Ohrdruf und machte dort 2003 sein Abitur. Nachdem er seinen Zivildienst geleistet hatte, studierte er ab 2004 Rechtswissenschaften an der Martin-Luther-Universität Halle-Wittenberg. 2010 legte er das Erste juristische Staatsexamen ab. Sein Schwerpunkt war hierbei „Staat und Verwaltung“. Anschließend absolvierte Eckert ein Referendariat in Thüringen und legte 2014 das Zweite juristische Staatsexamen ab. Ab 2015 arbeitete er als persönlicher Referent des Präsidenten beim Thüringer Landesverwaltungsamt.

### Politische Karriere
Eckert gehörte von 2009 bis 2010 dem Gemeinderat von Crawinkel an. Am 6. Juni 2010 wurde er mit 81,1 % der abgegebenen gültigen Stimmen zum Bürgermeister der Gemeinde gewählt. Am 31. Juli 2013 schied er aus beruflichen Gründen aus diesem Amt aus. Ab 2014 gehörte Eckert erneut dem Gemeinderat von Crawinkel an.
Am 15. April 2018 kandidierte er bei der Landratswahl im Landkreis Gotha. Er erhielt hierbei mit 37,8 % die meisten der abgegebenen gültigen Stimmen, verfehlte jedoch die nötigte Mehrheit, sodass eine Stichwahl am 29. April nötig wurde. Diesmal erhielt er 67,0 % der abgegebenen gültigen Stimmen. Sein Amtsantritt erfolgte am 1. Juli 2018. Gleichzeitig schied er aus dem Gemeinderat von Crawinkel aus.
In der Landkreisversammlung des Thüringischen Landkreistages wurde er am 14. Dezember 2022 zum Vizepräsidenten des Verbandes gewählt. In dieser Funktion wurde er durch die Landkreisversammlung vom 21. Oktober 2024 bestätigt.
Bei den Kommunalwahlen 2024 verpasste er im ersten Wahlgang mit 43,7 % der gültig abgegebenen Stimmen die direkte Wiederwahl. Im zweiten Wahlgang setzte er sich dann mit 62,8 % der gültig abgegebenen Stimmen gegen Stephan Steinbrück von der AfD durch und begann am 1. Juli 2024 seine zweite Amtszeit als Landrat.
Am 20. November 2024 wählte ihn die Verbandsversammlung des Sparkassen- und Giroverband Hessen-Thüringen für die laufende, am 3. Mai 2027 endende Wahlperiode einstimmig zum Verbandsvorsitzenden.

### Privates
Onno Eckert lebt mit seiner Partnerin und ihrem gemeinsamen Sohn in Crawinkel.